# Rudopolje
Rudopolje is een plaats in de gemeente Vrhovine in de Kroatische provincie Lika-Senj. De plaats telt 61 inwoners (2001).